# Eudorella spitzbergensis
Eudorella spitzbergensis är en kräftdjursart som beskrevs av John Todd Zimmer 1926. Eudorella spitzbergensis ingår i släktet Eudorella och familjen Leuconidae. Inga underarter finns listade i Catalogue of Life.